# Tamil Bell

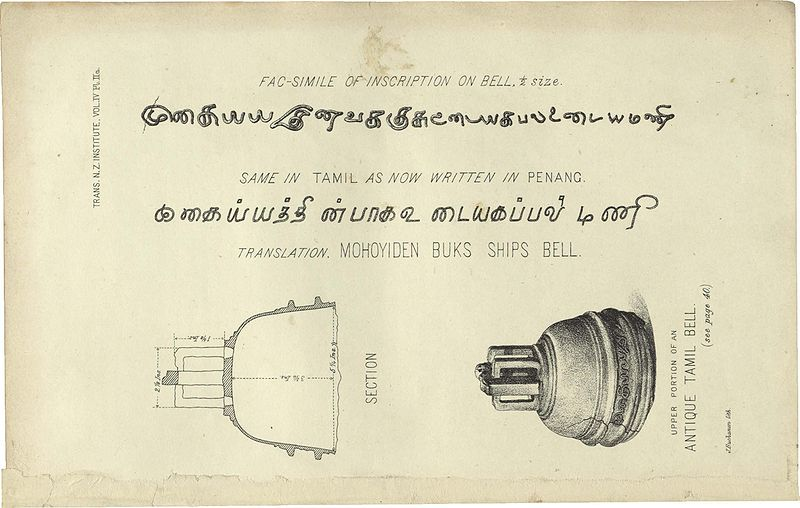
De Tamil bel

De Tamil Bell is een bronzen bel die rond 1836 door de zendeling William Colenso werd gevonden in Whangarei op het noordelijke deel van het Nieuw-Zeelandse Noordereiland. De bel werd – op zijn kop – gebruikt door een Maori-vrouw om aardappels in te bakken.
De bel is 13 centimeter lang en 9 centimeter diep en  bevat een inscriptie in het Tamil. Er staat Moehadjeen Bakshs scheepbel. De bel zou ongeveer vijfhonderd jaar oud kunnen zijn en stammen uit de Latere Pandya-periode.
De vondst was interessant omdat het er op zou kunnen duiden dat de Tamils wisten van het bestaan van Nieuw-Zeeland. Toch is daar niets met zekerheid over te zeggen, omdat er ook andere verklaringen mogelijk zijn. Zo zou de bel via tussenhandelaren Nieuw-Zeeland kunnen hebben bereikt of zijn aangespoeld, na een schipbreuk. Een andere alternatieve verklaring is dat Portugese ontdekkingsreizigers, die ook India aandeden, de bel hebben meegenomen naar Nieuw-Zeeland.
Colenso schonk de bel aan het Dominion Museum, tegenwoordig bekend als het Museum of New Zealand Te Papa Tongarewa.